# Guglielmo II di Ceva
Guglielmo II di Ceva (... – dopo il 25 novembre del 1228) fu marchese di Ceva assieme ai fratelli.

## Biografia
Egli era figlio di Guglielmo I e di una donna dal nome sconosciuto. Compare in diversi atti a partire da inizio XIII secolo.
Nel 1218 venne inviato dal padre ad Alba a giurare un nuovo cittadinatico, che divenne più stringente rispetto a quello di vent'anni prima: questo nuovo patto prevedeva di investire la notevole cifre di 600 lire (una cifra dieci volte maggiore all'accordo del 1194) nell'acquisto di una casa e terreni nel territorio della città, l'obbligo di tenere un figlio di Guglielmo I in città e la partecipazione all'esercito generale comunale con un contingente di dieci cavalieri e duecento fanti (tale numero era, nell'accordo precedente, diviso con lo zio di Guglielmo II, Bonifacio di Clavesana) per 15 giorni, mentre invece per le cavalcate dovevano fornire ben venticinque cavalieri; tale aiuto militare era però garantito anche da Alba ai marchesi. Nel 1221 Guglielmo II, assieme al fratello Leone e un certo Abiatico Marcellino giurarono il rinnovo degli accordi. I marchesi erano dunque rientrati, dopo una breve rottura, nel quadro dell'alleanza anti-astigiana campeggiata da Alba che aveva come membri molti rami aleramici.
Nel 1222 viene citato assieme a tutti i fratelli (eccetto Anselmo "il Molle", probabilmente già deceduto) nella della permuta di Boves ai signori di Mombasiglio in cambio di Mombasiglio stessa, donando il dominio eminente sul villaggio al vescovo di Asti Giacomo: questo trasferimento era dovuto al fatto che Boves era da essi ritenuta indifendibile in quanto lontano dai loro possedimenti principali, ai contrario di Mombasiglio, che ne era più vicina. Il tutto era atto al consolidamento dei possedimenti dei Ceva.
Nel 1223 e 1224 i marchesi combatterono con Alba contro Enrico del Carretto. Il padre, Guglielmo I, morì all'incirca a questa altezza cronologica, lasciando ai figli in consorteria il marchesato. Essi agirono sempre apparentemente in sintonia e la storia del marchesato non può essere delineata partendo dai singoli marchesi: d'altronde, quando era in vita il padre, i figli appaiono in diversi atti importanti e la successione nel marchesato non va sopravvalutata. La progressiva suddivisione ereditaria, d'altro canto, come ipotizzato da Paolo Grillo, avrebbe portato alle numerose incertezze politiche e cambi di schieramento dei decenni successivi.
Nel 1224 scoppiò la guerra di Capraia tra Alessandria e Genova per il controllo di Capriata d'Orba e della strada del Turchino, rompendo la fragile struttura politica creata da Milano per avere l'accesso ai porti liguri. Con Alessandria si schierò Alba, mentre con Genova si schierò la rivale Asti e il marchese del Monferrato Guglielmo VI, mentre Milano si schierò con Alessandria contro questi, ma evitò di combattere Genova. Contro quest'ultima si schierarono Savona e Albenga, desiderose di ridurre l'influenza della città sulla riviera di Ponente. Ceva si trovava nel centro della guerra, e i suoi marchesi si schierarono con Genova contro Alessandria nel 1225 assieme al cugino Ottone di Clavesana, Ottone ed Enrico del Carretto, Guglielmo del Bosco assieme ad altri, mentre Alba rimase infine neutrale. Nel 1227, però Guglielmo II e Leone di Ceva cambiarono schieramento passando ad Asti (rinunciando alle richieste di risarcimento per i danni subiti nei precedenti conflitti, giurando fedeltà per alcuni dei loro territori, ma in cambio la città rinunciò alle richieste di danno per gli accordi violati nel 1190; tale accordo ebbe la garanzia del marchese del Monferrato e Genova), a cui avevano aderito anche i sopraddetti marchesi del Carretto, alleanza che includeva i marchesi di Busca e Manfredo di Saluzzo assieme ad altri consortili minori, combattendo Alba e Alessandria, schierando cento cavalieri e rompendo le comunicazioni tra queste città e la Liguria.
Guglielmo II morì dopo il 25 novembre 1228.

## Storia del marchesato dopo Guglielmo II
Milano tentò di attenuare il suo disarticolamento politico nell'area appoggiando la rifondazione di Cuneo nel 1230 ma Federico II di Svevia scese Italia poco dopo, vincendo la città di sant'Ambrogio a Cortenuova nel 1237 e la quasi totalità dei Comuni e signori piemontesi si schierarono con il vincente imperatore. Nel 1242 i marchesi di Ceva parteciparono alla fallimentare spedizione imperiale passante per la Valle Scrivia contro Genova, venendo ricompensati con la nomina l'anno seguente, da parte dell'imperatore, di Leone a podestà di Alba.
A inizio 1243, però, il marchese di Monferrato passò alla parte guelfa, portando con sé il marchese del Carretto Manfredo e i marchesi di Ceva Giorgio e Manuele assieme ai loro fratelli, ricevendo in cambio di ben trentamila lire imperiali, facendo la pace con Piacenza, Genova e Milano. Nello stesso anno, però, i marchesi di Ceva rifiutarono di aiutare Genova per attaccare Savona. Nel 1245, assieme ad altri rami aleramici, i marchesi di Ceva si schierarono nuovamente con l'imperatore e vi sottomisero mentre questo a Torino assieme al marchese di Monferrato e al marchese del Carretto Manfredo, scaricando Genova. Nel giugno di tale anno, però, Mondovì, filosveva, concluse un accordo con Bonifacio di Carassone per l'uso della bastita di San Martino d'Alma, inserendo però la clausola che essa non doveva essere usata contro i marchesi di Ceva, fatto che Paolo Grillo interpreta come una evidente segno che il posizionamento dei Ceva, rei dell'ennesimo voltafaccia, erano sicuramente percepiti come non fidati.
Federico II morì nel 1250. Nel corso di quindici anni di guerre, i Ceva, eccetto la podesteria di Alba da parte di Leone, sembra che non trassero alcun vantaggio da questo lungo conflitto, ottenendo un'immagine rovinata dai numerosi cambio di schieramento. Secondo Paolo Grillo, la debolezza delle azioni dei marchesi di Ceva e i loro cambi di schieramento furono anche dovuti alla divisione in diverse quote di potere tra i diversi fratelli ben dieci secondo la vecchia storiografia, anche se in ogni caso della gestione del marchesato se ne occuparono sempre i sei maggiori.
La condizione di debolezza del marchesato è rilevabile nel terzo cittadinatico del 1252 con Alba, siglato anche a nome dei fratelli da Giorgio e Manuele di Ceva assieme al nipote Andrea, figlio di Leone: tale accordo rinnova quello del 1218, venendo rinnovato, ma risulta come loro alleato non più il vescovo di Asti ma il Comune; vennero inoltre stipulate delle clausole più stringenti, come quelle che vietavano ai Ceva di dare in feudo i loro terreni nel territori della città (allo scopo di impedirgli di creare una clientela militare), oppure quelle che impediva la spartizione ereditaria delle suddette terre, per non avere dei marchesi che, cedendo le loro quote, potessero sfuggire agli obblighi con il Comune. Se il "fronte nord" era, seppur indebolito, consolidato, a sud Genova intraprese una guerra contro i signori appenninici che anni prima le si erano opposte. Nel primo conflitto del 1250-51, i marchesi di Ceva si schierarono con Giacomo del Carretto, ma esso fu sconfitto il 19 febbraio 1251: costretto ad una pace onerosa, questa non incluse i Ceva, i quali, sicuramente vennero a patti, pur non essendoci pervenuta documentazione attorno alla suddetta pace.
Prima del 1252 morì Leone, la cui quota fu ulteriormente divisa tra i suoi ben quattro figli, indebolendo ancor di più il marchesato, tanto che nel 1254 tre di essi risultano debitore del genovese Enrico di Negro per ben 350 lire di Genova. Nel 1254 almeno un ramo dei Ceva passò all'orbita genovese quanto Pagano di Ceva, la cui relazione parentale con i marchesi finora trattati non è chiara, sposò Veirana, figlia del conte di Ventimiglia Oberto ottenendo, grazie a questa unione, alcuni beni in Ponente: a causa di ciò, infatti, Genova lo costrinse a giurare fedeltà al Comune il 24 marzo 1257 per il castello di Badalucco; il 24 novembre 1259, Pagano e il fratello Michele di Ceva, a nome anche della coniuge del primo, vendettero il castello di Badalucco e di Airole a Genova stessa assieme a vari beni e diritti nella marca di Albenga (zona, ricordiamolo, decenni prima di competenza del parente, zio di Guglielmo II, Bonifacio I di Clavesana) e in altre zone liguri per 2300 lire, costo giudicato relativamente basso da Paolo Grillo, ma per la stirpe necessari.

## Famiglia e figli
Guglielmo II sposò una donna dal nome sconosciuto, figlia di Manfredo II di Saluzzo. Essi ebbero una figlia:
- Eloisa, che sposò Tommaso I di Saluzzo[2].